# Laurien Van Der Graaff
Pour les articles homonymes, voir Van Der Graaff.
Laurien Van Der Graaff, née le 14 octobre 1987 à Nieuwkoop, est une fondeuse suisse, spécialiste des épreuves de sprint. Deux fois gagnante de sprints en Coupe du monde, elle décroche la médaille d'argent du sprint par équipes aux Championnats du monde 2021.

## Biographie
Laurien Van Der Graaff naît à Nieuwkoop, aux Pays-Bas.
Membre du club TC Hütten, elle prend part à ses premières compétitions officielles internationales en 2003 et à la Coupe OPA, qui sert de tremplin pour la Coupe du monde à partir de 2005. Elle y remporte son premier succès d'épreuve en janvier 2008 au sprint disputé à Olten. 
Elle fait ses débuts en Coupe du monde en mars 2008, marque ses premiers points en janvier 2010 au sprint de Rybinsk (28e) puis obtient son premier podium en décembre 2011 au sprint de Düsseldorf (3e), alors qu'elle n'avait pas encore fini dans le top vingt auparavant. Entre-temps, elle reçoit sa première sélection en championnat du monde en 2011 à Oslo, mais ne passe pas en phase finale du sprint. Elle améliore son meilleur résultat dans l'élite en janvier 2014 en terminant à la deuxième place à Nové Město derrière Kikkan Randall et enchaîne avec une participation aux Jeux olympiques de Sotchi, s'y classant 21e du sprint. Toujours en Russie, elle atterrit sur un troisième podium en Coupe du monde en janvier 2015 avec une troisième place à Rybinsk, course remportée par la Suédoise Jennie Öberg. Elle remporte sa première épreuve lors de la coupe du monde 2017-2018 à l'occasion de la première étape du Tour de Ski 2017-2018 à Lenzerheide. Fin janvier, elle remporte le sprint de Seefeld, devant Sophie Caldwell et Maiken Caspersen Falla. Un mois plus tard, elle prend part aux Jeux olympiques de Vancouver, où elle atteint les demi-finales du sprint classique (dixième), puis termine septième du relais et quatrième du sprint par équipes avec Nadine Fähndrich.
Lors de la saison 2020-2021, la Suissesse gagne de nouveau en Coupe du monde, cette fois dans un sprint par équipes en compagnie de Nadine Fähndrich à Dresde. Avec la même partenaire, elle devient vice-championne du monde du sprint par équipes en style libre à Oberstdorf, derrière la paire suédoise.

## Palmarès

### Jeux olympiques
| Épreuve / Édition   | Sprint                           | Sprint                           | 10 km                            | 10 km                            | Poursuite / Skiathlon 2 × 7,5 km | 30 km | Relais | Relais   |
| Épreuve / Édition   | libre                            | classique                        | libre                            | classique                        | Poursuite / Skiathlon 2 × 7,5 km | 30 km | Sprint | 4 × 5 km |
| JO 2014 Sotchi      | 21e                              | Épreuve inexistante à cette date | Épreuve inexistante à cette date | —                                | —                                | —     | —      | —        |
| JO 2018 Pyeongchang | Épreuve inexistante à cette date | 10e                              | —                                | Épreuve inexistante à cette date | —                                |       | 4e     | 7e       |

Légende :
- : pas d'épreuve
- — : Non disputée par la fondeuse

### Championnats du monde
| Épreuve / Édition           | Sprint                           | Sprint                           | Relais                   | Relais   |
| Épreuve / Édition           | libre                            | classique                        | sprint                   | 4 x 5 km |
| Mondiaux 2011 Oslo          | 40e                              | Épreuve inexistante à cette date | —                        | —        |
| Mondiaux 2013 Val di Fiemme | Épreuve inexistante à cette date | 30e                              | 11e                      | —        |
| Mondiaux 2015 Falun         | Épreuve inexistante à cette date | 27e                              | 7e                       | —        |
| Mondiaux 2017 Lahti         | 30e                              | Épreuve inexistante à cette date | 7e                       | 7e       |
| Mondiaux 2019 Seefeld       | 16e                              | Épreuve inexistante à cette date | 8e                       | 10e      |
| Mondiaux 2021 Oberstdorf    | Épreuve inexistante à cette date | 14e                              | Médaille d'argent, monde | 7e       |

Légende : 
- : pas d'épreuve
- — : n'a pas participé

### Coupe du monde
- Meilleur classement général : 21e en 2018.
- 8 podiums : 
  - 4 podiums en épreuve individuelle : 1 victoire, 1 deuxième place et 2 troisièmes places.
  - 4 podiums en sprint par équipes : 1 victoire, 1 deuxième place et 2 troisièmes places.

#### Courses par étapes
- 1 podium :  1 victoire
- Tour de ski : 1 victoire d'étape.

#### Victoire individuelle
| Épreuve / Édition | Sprint           | Sprint    |
| Épreuve / Édition | libre            | classique |
| 2017-2018         | Seefeld in Tirol |           |

##### Victoires d'étapes
| Date             | Lieu        | pays   | Compétition | Discipline |
| ---------------- | ----------- | ------ | ----------- | ---------- |
| 30 décembre 2017 | Lenzerheide | Suisse | Tour de Ski | SP TL      |

Légende :

TC = classique

TL = libre

MS = départ en masse

HS = départ avec handicap

PU = poursuite

#### Classements détaillés
| Saison / Épreuve | Général | Général | Distance | Distance | Sprint | Sprint | Tour de ski depuis 2007 | Finales depuis 2008              | Nordic Opening depuis 2011       |
| ---------------- | ------- | ------- | -------- | -------- | ------ | ------ | ----------------------- | -------------------------------- | -------------------------------- |
| Saison / Épreuve | Place   | Points  | Place    | Points   | Place  | Points | Tour de ski depuis 2007 | Finales depuis 2008              | Nordic Opening depuis 2011       |
| 2010             | 121e    | 3       | -        | -        | 86e    | 3      | —                       | —                                | Épreuve inexistante à cette date |
| 2011             | 82e     | 22      | -        | -        | 56e    | 22     | —                       | —                                | —                                |
| 2012             | 36e     | 212     | -        | -        | 14e    | 212    | —                       | 42e                              | —                                |
| 2013             | 47e     | 126     | -        | -        | 19e    | 126    | Abandon                 | 44e                              | —                                |
| 2014             | 24e     | 275     | -        | -        | 7e     | 275    | Abandon                 | 39e                              | —                                |
| 2015             | 38e     | 174     | -        | -        | 10e    | 174    | Abandon                 | Épreuve inexistante à cette date | 39e                              |
| 2016             | 40e     | 122     | -        | -        | 21e    | 122    | Abandon                 | Abandon                          | Abandon                          |
| 2017             | 34e     | 195     | 26e      | 60       | 14e    | 169    | —                       | 39e                              | Abandon                          |
| 2018             | 21e     | 303     | 71e      | 8        | 5e     | 295    | Abandon                 | 40e                              | Abandon                          |
| 2019             | 51e     | 126     | 73e      | 8        | 25e    | 118    | Abandon                 | Abandon                          | Abandon                          |
| 2020             | 31e     | 227     | 62e      | 14       | 13e    | 189    | 25e                     | Épreuve inexistante à cette date | 36e                              |
| 2021             | 34e     | 160     | 91e      | 1        | 11e    | 149    | 35e                     | Épreuve inexistante à cette date | 52e                              |

### Coupe OPA
- 6 podiums, dont 4 victoires.

### Championnats de Suisse
- Championne du sprint libre en 2012.
- Championne du sprint classique en 2015.